# Sai (Naruto)
Sai (サイ?, Sai), in seguito Sai Yamanaka (山中 サイ?, Yamanaka Sai) è un personaggio immaginario del manga e anime Naruto, scritto e disegnato dal mangaka Masashi Kishimoto. Il nome del personaggio deriva dal sai, un'arma tradizionale giapponese caratterizzata da tre punte simili a un tridente.

## Il personaggio
Molti personaggi fanno notare come Sai sia molto simile a Sasuke Uchiha per quanto riguarda l'aspetto fisico. Nonostante questo, Sai è molto diverso dall'Uchiha per quanto riguarda la personalità. Egli, infatti, è stato cresciuto da Danzo che lo ha obbligato a non provare sentimenti, perché considerati un ostacolo nei combattimenti. Inoltre il nome Sai è solamente un nome in codice datogli da Danzo per la sua missione con il Team Kakashi. Nonostante questa rigida educazione, Sai rimane comunque fortemente legato alla figura del suo amico fraterno, Shin.
Pur essendo uno dei personaggi principali, Sai non appare nella prima parte del manga.
Quando Sai viene inserito nel Team Kakashi, si comporta da insensibile con Naruto e Sakura, con una naturalezza che si fatica a comprendere, e sempre col sorriso falso sul volto. Si presenta a Naruto attaccandolo e prendendolo in giro, soprattutto riguardo alle dimensioni del suo pene (censurato in Italia), chiama Sakura "racchia" (nel tentativo di darle un soprannome che venisse spontaneo) e insulta pesantemente Sasuke, definendolo un traditore. A causa di questo atteggiamento viene inizialmente rifiutato come compagno di squadra.
Dal Databook 3, si evincono alcune informazioni sul suo conto. Non si sa perché ma odia Anko Mitarashi. Mentre, a quanto sembra, vorrebbe combattere contro Kakashi Hatake per cui mostra molto rispetto a causa della sua fama all'interno delle ANBU. I suoi hobby sono la pittura e disegnare ideogrammi. Pare che il suo cibo preferito sia il tofu.

### Sviluppo della personalità

Sigillo impresso sulla lingua dei membri della Radice.

Nel proseguimento del manga, Sai si impegna nel cercare di instaurare un legame di amicizia con Naruto e Sakura, comprando una grande quantità di libri sull'amicizia, sul coraggio e su come fare un favore ai propri compagni. Sakura gli dice spesso di non leggere quei libri, ma basare le sue emozioni in base alle proprie esperienze personali. Inoltre cerca di dare dei soprannomi ai suoi compagni, ma inizialmente con scarso successo; ad esempio chiama Sakura "racchia", arriva a chiamare Choji "ciccione", mentre fa un complimento a Ino chiamandola "bellezza". Poiché non comprende le emozioni, Sai è alessitimico.

## Storia
Sai è un orfano appartenente alla Radice, una sottosezione indipendente degli ANBU fondata da Danzo Shimura, lo stesso che assegnerà al ragazzo il nome Sai quando gli affiderà la missione che lo introdurrà nella narrazione. Durante l'allenamento dell'organizzazione, Sai incontrò Shin, con il quale instaurò un forte legame, simile a quello fra due fratelli. Dopo aver affrontato diverse battaglie con quest'ultimo, Sai decise di realizzare un libro illustrato per il fratello. Tuttavia come la Radice vuole Sai e Shīn si devono affrontare in uno scontro decisivo: Shīn parte all'attacco sorprendendo Sai vedendo l'amico privo di scrupoli ma alla fine Shīn morirà per la sua strana malattia. Prima di morire Shīn chiede a Sai di finire il libro e di non provare più emozioni come vuole il signor Danzo. Sai non riuscì più a completare il libro e continuò a servire Danzo e la Radice.
In seguito, Sai, sotto ordine di Danzo, diventa la nuova recluta del Team Kakashi, sostituendo Sasuke Uchiha. Insieme al gruppo, Sai incontra Orochimaru e si finge suo alleato, ma solo per entrare nel covo di quest'ultimo e uccidere Sasuke. Dopo aver compreso l'importanza del legame che lega Sasuke e Naruto, Sai conclude il libro illustrato per Shin e si schiera dalla parte dei suoi compagni di squadra. Tenta, quindi, di fermare Sasuke e di riportarlo al villaggio, ma inutilmente. Ritornato al Villaggio della Foglia chiede a Danzo di rimanere nel Team Kakashi, il quale accetta.
Dopo la morte di Asuma, Sai osserva l'allenamento di Naruto nel Rasen-Shuriken e supporta l'amico prima nella battaglia contro Kakuzu e poi durante la ricerca di Sasuke.
Durante l'attacco di Pain, Sai si trova in missione per cercare Kabuto insieme a Yamato e Anko, ma è costretto a ritornare al villaggio per ordine di Danzo, nel frattempo divenuto il nuovo Sesto Hokage, che gli ordina di tenere d'occhio Naruto. Decide, comunque, di non tradire l'amico, e non si oppone quando Naruto abbandona il villaggio per raggiungere il Raikage.
In seguito riesce a capire che Naruto è innamorato di Sakura e lo rivela alla ragazza, facendole presente il peso che la promessa fattale da Naruto continua a esercitare sul genin. Così, Sai si unisce a Sakura, Kiba e Rock Lee per eliminare Sasuke. Non riesce, comunque, a mentire a Naruto e invia un suo clone a rivelare all'amico le intenzioni di Sakura. Durante il tragitto, Sai viene addormentato dalla ragazza tramite un sonnifero, insieme a Kiba e Rock Lee.
Ritornato al villaggio e venuto a sapere dell'imminente guerra, Sai viene reclutato nella squadra d'assalto comandata da Kankuro. Insieme al suo gruppo affronta la Squadra di Imboscate e Diversivi, di cui fanno parte anche Sasori, Deidara e suo fratello Shin (resuscitati tramite la Tecnica della Resurrezione). In questa occasione, Shin vede il libro illustrato di suo fratello finalmente concluso e, dopo aver ringraziato Sai, sparisce di fronte a quest'ultimo, in quanto gli è stato causato un violento shock emozionale che ha liberato l'anima dal corpo in cui era stato reincarnato. Partecipa poi alla battaglia finale contro Obito e Madara insieme al resto dell'alleanza, venendo soggiogato dallo Tsukuyomi infinito.
Alcuni anni dopo la fine della guerra, sposa Ino Yamanaka da cui ha un figlio, Inojin.

## Capacità ninja
Sai è specializzato nelle tecniche artistiche che gli permettono di creare qualsiasi tipo di ritratto. Per combattere, o per inviare informazioni al suo maestro Danzo durante le missioni segrete, utilizza spesso la tecnica dell'Ultra Illustrazione Animale (墨分身?, Sumi Bunshin) con la quale evoca gli animali dopo averli disegnati, in brevissimo tempo, nei suoi rotoli.
Tra questi utilizza volatili giganti per perlustrare l'aria circostante, dei leoni bianchi per attaccare l'avversario, piccoli ratti per localizzare la posizione di una persona e piccoli serpenti, come è successo con Sasuke Uchiha, per immobilizzare l'avversario.
Oltre alle sue arti magiche artistiche, Sai si mostra anche un abile combattente, essendo capace di opporsi efficacemente agli attacchi nemici sia come corpo a corpo sia come spadaccino.

## Altri media
In quanto uno dei personaggi principali della serie, Sai appare in quasi tutti i film basati sul mondo di Naruto, normalmente come co-protagonista e spesso in missione con il Team 7.
Sai appare anche in molti videogame tra i quali la serie di Naruto: Clash of Ninja e la serie di Naruto: Ultimate Ninja.
Nel videogioco Naruto: Clash of Ninja, Sai fa la sua prima apparizione in un videogioco tratto dalla seconda serie.